# عین، صیدا
عین (به عربی: عين) یک منطقهٔ مسکونی در لبنان است که در شهرستان صیدا واقع شده‌است.